# Инара

Имя богини Инары: ^{DINGIR}I-na-ra-aš в табличке KUB 17.6 CTH 321C

Инара — хеттская богиня хаттского происхождения. Была богиней природы, сельской местности и диких животных. Являлась покровительницей Хаттусы.
По-хаттски имя богини звучало как Инар, по-хеттски — Инара. Иногда имя Инары также записывалось шумерограммами как DINGIRLAMMA или DINGIRKAL, однако чаще так обозначались мужские божества Курунта или Иннара или богиня Каммамма.
Инара считается дочерью верховных хеттских божеств, бога грозы Тархунта и богини солнца Аринны. Вместе со своими родителями Инара входила в древнехеттский период в триаду божеств-покровителей хеттского государства. Идентификация Инары как дочери верховных божеств основывается на записи имени Инары при помощи шумерограммы DINGIRLAMMA.
Богиня пастухов Хапантали считается спутницей Инары, что выводится из того, что в списках божеств имя Хапантали часто следует непосредственно за DINGIRLAMMA.

## Миф об Иллуянке
Инара играет значительную роль в одной из двух известных редакций мифа об Иллуянке. В нём описывается, как бог грозы Тархунт в местности Кискилусса сражается с драконом Иллуянкой, олицетворением зимы и терпит поражение. Попав в тяжёлое положение, бог грозы зовёт на помощь остальных богов. Инара, услышав его зов, готовит пир, для которого заготавливает чаны, до краёв полные вина, пива и напитка walḫi.
Так как Инара не может в одиночку победить Иллуянку, она обращается за поддержкой к человеку Хупасии из города Цигаратта. Хупасия обещает богине помочь в том случае, если она переспит с ним. Инара исполняет его желание. После этого Хупасия приводит её на место, где всё подготовлено к пиру, и прячется.
Затем Инара наряжается и зовёт Иллуянку на пир. Иллуянка приходит на пир со всем своим потомством. Змеи едят и пьют допьяна, так что потом не могут вернуться в свою пещеру. Этой ситуацией пользуется Хупасия, который спутывает Иллуянку, чтобы Тархуна мог убить его.
После этих событий Инара строит на вершине скалы в стране Тарукка дом, в котором велит поселиться Хупасии. Богиня запрещает ему выглядывать из окна, когда она находится на пути в дом или из дому, потому что тогда он увидит своих детей и жену. Двадцать дней спустя Хупасия нарушает запрет и выглядывает из окна, где видит свою жену с детьми, после чего его охватывает тоска по семье, и он просит Инару, чтобы она отпустила его домой.Строки, описывающие последующие события, сохранились лишь фрагментарно, однако можно понять, что Инару разозлила просьба Хупасии. Возможно, что Инара убивает его, но эта часть текста не дошла до нас. Однако известно, что во второй редакции текста сын Тархунта, который сыграл ту же роль, что и Хупасия в первой редакции, был убит после того, как он справился со своей задачей. Поэтому можно допустить, что Хупасию постигла та же судьба, тем более, что он вступил в священный брак с богиней Инарой. После этих событий Инара отправляется в город Кискилусса. Дом и река были отданы хеттскому царю. В память о событиях мифа хетты отмечали праздник пурулли или вурулли от протохеттского слова фур — земля. Во время этого праздника воздавались хвалы Лельванису — богу подземного мира.